# Matko Laginja
Matko Laginja (ur. 10 sierpnia 1852 w Klanie, zm. 18 marca 1930 w Zagrzebiu) – chorwacki polityk, prawnik i publicysta, ban Chorwacji w 1920 roku.

## Życiorys
Do szkoły podstawowej uczęszczał w rodzinnej Klanie i Kastavie, a do gimnazjum we Fiume. Studiował prawo na uniwersytetach w Zagrzebiu (1871–1873) i Grazu (1873–1875). Na tej drugiej uczelni w 1885 roku uzyskał stopień naukowy doktora. W latach 1877–1879 studiował także w Trieście. Od 1890 roku pracował jako prawnik w Puli, prowadząc tam kancelarię prawną i znajdując się na liście adwokatów izby adwokackiej w Trieście.
W 1880 roku był szefem administracji Zagrzebia. Był zwolennikiem Ante Starčevicia. Wraz z Matko Mandiciem i Vjekoslavem Spinčiciem działał politycznie na Istrii i przeciwstawiał się włoskiemu nacjonalizmowi. Był przywódcą ruchu spółdzielczego i zakładał spółdzielnie kredytowe. Był członkiem partii Hrvatsko-slovenska narodna stranka. W 1883 roku został wybrany do sejmu Margrabstwa Istrii (reelekcja w latach 1889, 1895, 1901, 1908 i 1914). Zasiadał w nim do 1914 roku. Rozgłos przyniosła mu nieudana próba wygłoszenia pierwszej w historii mowy parlamentarnej w języku chorwackim. W latach 1891–1901 i 1907–1918 był także deputowanym do austriackiej Rady Państwa. W Radzie Państwa opowiadał się za porozumieniem z włoskimi środowiskami liberalnymi. W trakcie I wojny światowej włączył się w działania Klubu Jugosłowiańskiego. W latach 1917–1918 był prezesem partii Starčevićeva stranka prava. Był zwolennikiem podpisania deklaracji majowej, wzywającej do zjednoczenia Słowian południowych.
Po wojnie został deputowanym do Zgromadzenia Narodowego i Konstytuanty, reprezentując Istrię. 31 października 1918 został mianowany komisarzem ds. Istrii. Brał w udział w jugosłowiańsko-włoskich rozmowach pokojowych i zasiadał w komitecie ds. rozwiązania kwestii Wolnego Miasta Fiume. W 1920 roku pełnił funkcję bana Chorwacji, na którego został wyznaczony przez rząd Stojana Proticia. W latach 1920–1922 był prezesem Klubu Narodowego (chorw. Narodni klub). Szefował też Wspólnocie Chorwackiej (chorw. Hrvatska zajednica). W 1921 roku, w związku z uchwaleniem konstytucji widowdańskiej, zrezygnował wraz z innymi politykami Klubu Narodowego z mandatu poselskiego z powodu sprzeciwu wobec centralistycznej polityki państwa. W latach 1925–1926 wycofał się z życia politycznego.
W 1882 roku był redaktorem czasopisma „Naša sloga”. Publikował też w pismach Pravo i Vienac. Był założycielem organizacji Istarska posujilnica (1891) i Gospodarska sveza za Istru (1903). Przedmiotem jego zainteresowań była historia prawa i dziedzictwo kulturowe Istrii.

## Wybrane publikacje
(opracowano na podstawie materiału źródłowego)
- Hrvatske narodne pjesme što se pjevaju u Istri i kvarnerskih otocih (1880)
- Austrija i hrvatsko pitanje (Oesterreich und die kroatische Frage, 1883)
- Kastav: grad i obćina (1889)
- Istarske narodne pjesme (1924)
- Istarske pričice (pośmiertnie, 1945)
- Istranom: književna ostavština (pośmiertnie, 1970)